# 5489 Oberkochen
5489 Oberkochen (1993 BF2) là một tiểu hành tinh vành đai chính được phát hiện ngày 17 tháng 1 năm 1993 bởi Kushida và Muramatsu ở Yatsugatake.